# Préverenges
Préverenges je obec na jihozápadě Švýcarska, v okrese Morges v kantonu Vaud. Žije zde přibližně 5 300 obyvatel.

## Geografie

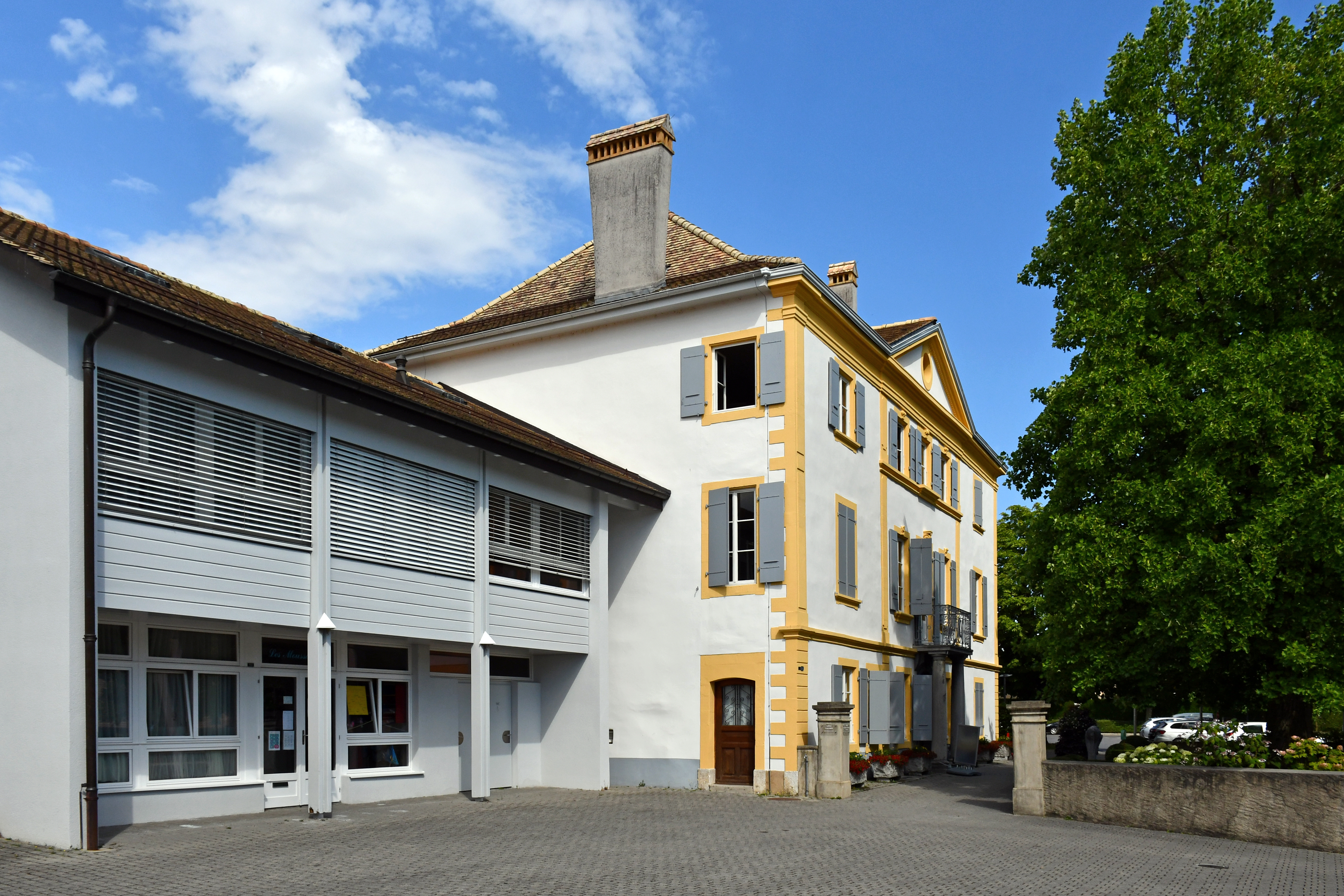
Obecní úřad

Préverenges leží v nadmořské výšce 405 m, vzdušnou čarou 2,5 km východoseverovýchodně od okresního města Morges. Obec se rozkládá na terase jihozápadně od kopce Monteiron ve střední části kantonu Vaud, v panoramatické poloze asi 30 metrů nad hladinou Ženevského jezera.
Území obce o rozloze 1,8 km² zahrnuje malou část severního břehu Ženevského jezera. Území obce se táhne od břehu jezera na sever přes pobřeží a mírně se zvedající svah na kopec Monteiron, kde Préverenges dosahuje svého nejvyššího bodu ve výšce 433 metrů nad mořem. Západní a severozápadní hranici tvoří potok Bief. Na východě se oblast rozkládá až k toku řeky Venoge, která v průběhu času vytvořila u svého ústí do Ženevského jezera náplavový kužel. V roce 1997 bylo 57 % rozlohy obce pokryto zastavěnou plochou, 4 % lesy a lesními porosty, 38 % zemědělstvím a o něco méně než 1 % neproduktivní půdou.
Préverenges zahrnuje rozsáhlé čtvrti rodinných domů podél Ženevského jezera. Sousedními obcemi Préverenges jsou Morges, Lonay, Denges a Saint-Sulpice. Zástavba Préverenges se téměř plynule srostla se zástavbou obcí Morges a Saint-Sulpice.

## Historie
Oblast Préverenges byla osídlena velmi brzy. Na břehu jezera byly objeveny pozůstatky neolitického sídliště a kůlové osady z doby bronzové. První písemná zmínka o obci pochází z roku 1177 pod názvem Preverengia, název Preverenges se objevil v roce 1228. Název místa pravděpodobně pochází z burgundského osobního jména Berwer nebo Perwer a znamená „u lidí rodu Berwer“.
Od středověku bylo panství Préverenges závislé na pánech z Colombier a na lausannské katedrální kapitule. Po dobytí Vaudu Bernem v roce 1536 přešlo Préverenges pod správu panství Morges. Po pádu Staré konfederace patřila obec v letech 1798–1803 v období helvétského soustátí ke kantonu Léman, který byl poté po vstupu v platnost Ústavy o zprostředkování sloučen s kantonem Vaud. V roce 1798 byla obec přiřazena k okresu Morges.

## Obyvatelstvo
| Rok            | 1850 | 1900 | 1910 | 1930 | 1950 | 1960 | 1970 | 1980 | 1990 | 2000 |
| Počet obyvatel | 229  | 254  | 256  | 405  | 486  | 616  | 1837 | 3110 | 3810 | 4078 |

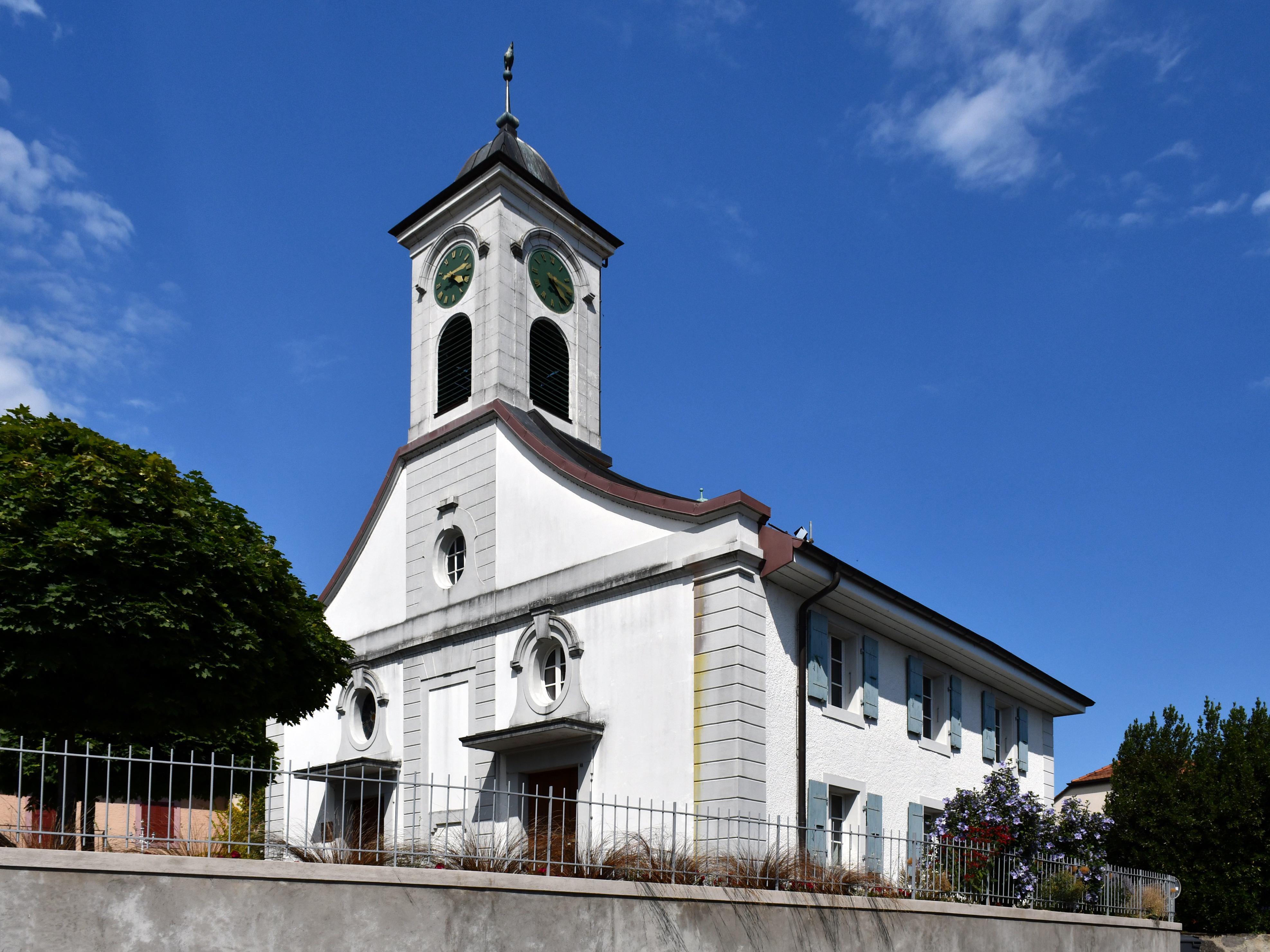
Kostel

Z celkového počtu obyvatel je 84,1 % francouzsky mluvících, 5,1 % německy mluvících a 3,0 % italsky mluvících (stav v roce 2000). V roce 1860 žilo v Préverenges 243 obyvatel a v roce 1900 254 obyvatel. Od roku 1960 (616 obyvatel) počet obyvatel rychle roste, během 40 let se zvýšil téměř šestinásobně.

## Hospodářství
Až do první poloviny 20. století byla obec Préverenges převážně zemědělskou obcí. Dnes hraje zemědělství v obživě obyvatel jen okrajovou roli. Na jižním svahu Monteironu se nachází malá vinařská oblast.
V 15. století byla založena cihelna, která ukončila činnost v roce 1914. Od 50. let 20. století se v průmyslové a obchodní zóně Préverenges usadila řada podniků. Významné jsou zejména karosářské a kovodělné firmy, stavební průmysl a firma specializující se na výrobu neonových nápisů. V posledních desetiletích se obec díky své atraktivní poloze rozvinula v rezidenční obec. Mnoho pracujících proto dojíždí za prací především do Lausanne a Morges.
Préverenges má také dobrou turistickou infrastrukturu s lodním přístavem. Na břehu jezera se nachází písečná pláž.

## Doprava
Obec má dobré dopravní spojení. Leží na hlavní silnici č. 1 vedoucí ze Ženevy podél břehu jezera do Lausanne. Dálniční křižovatka Morges-Est na dálnici A1 (Ženeva–Lausanne), která byla otevřena v roce 1964, je vzdálena asi 2 km od obce. Préverenges je napojeno na síť veřejné dopravy autobusovou linkou provozovanou společností Transports publics de la région lausannoise, která jezdí z Morges do Ecublens. Železniční stanice Lonay-Préverenges se nachází za obcí na trati Lausanne–Ženeva, která byla otevřena 1. července 1855.